# Seo Ji-hye
Dans ce nom coréen, le nom de famille, Seo, précède le nom personnel.
Seo Ji-hye (née le 24 août 1984) est une actrice sud-coréenne. 

## Filmographie partielle

### Films
- 2011 : The Suicide Forecast (en)
- 2018 : Rampant de Kim Seong-hoon

### Séries télévisées
- 2011 : 49 Days : Shin In-jung
- 2014-2015 : Punch (en) : Choi Yeon-jin
- 2016 : Don't Dare to Dream : Hong Hye-won
- 2017 : Black Knight: The Man Who Guards Me (en) : Sharon/Choi Seo-rin
- 2018 : Heart Surgeons (en) : Yoon Soo-yeon
- 2019 : Crash Landing on You (사랑의 불시착) : Seo Dan
- 2020 : Dinner Mate (en) : Woo Do-hee
- 2021 : Dr. Brain : Jiun Choi, lieutenant d'une unité d'enquête
- 2022 : Adamas (en) : Eun Hye-soo
- 2022 : Red Balloon (en) : Jo Eun-gang
- 2024 : Love Next Door : Jang Tae-hui